# Angela Byron
Angela Byron, née en 1977, est une spécialiste américaine de l'open source, connue pour son travail de développeuse avec Drupal, un système de gestion de contenu libre et open source. Elle est même considérée comme le visage de Drupal. Elle a été nommée l'une des contributrices les plus estimées et appréciée du mouvement open source. Elle s'est fortement engagée pour encourager les gens à s'impliquer dans l'open source et en particulier les femmes. En avril 2011, elle a été la première femme à figurer sur la couverture du Linux Journal. Elle est aussi généralement appelée « Angie » et elle est connue sous le pseudo « webchick » sur la plateforme drupal.org.

## Formation
Angela Byron, aussi appelée « Angie », étudie d'abord aux États-Unis, jusqu'à la fin de ses études secondaires, puis elle part étudier au Canada. Elle est titulaire d'un diplôme du Collège communautaire de la Nouvelle-Écosse en technologie de l'information, et se spécialise dans la programmation. Pendant ses études, elle apprend différents langages de programmation comme le langage PhP et Perl, elle apprend également à utiliser MySQL.

## Carrière
Byron postule au Google Summer of Code en 2005, après avoir été encouragée par un professeur. Elle est acceptée et participe en écrivant un module de quiz pour Drupal. Son acceptation initie sa collaboration avec Drupal, ainsi que son implication dans le mouvement open source dans son ensemble.
En octobre 2006, Byron commence à travailler pour Lullabot, une société de conseil et expertise de Drupal. Elle est architecte informatique chargée de faire de la formation en logiciel. Elle prend le pseudo de « webchick » sur la plateforme drupal.org. En 2008, Byron gagne le Google-O'Reilly Open Source Award récompensant les particuliers pour leur implication dans l'open source. Elle est consacrée meilleure contributrice pour son travail sur Drupal.
En 2008, elle exerce des fonctions plus importantes chez Drupal et devient co-responsable du noyau Drupal. Elle dirige le projet de rédaction du livre Using Drupal: Choosing and Configuring Modules to Build Dynamic Websites, un manuel pour les utilisateurs de Drupal. Son livre est reconnu et reçoit une bonne critique, il est qualifié de livre fantastique pour les débutants. Elle est également chargée de la participation de Drupal au Google Summer of Code, ainsi qu'au Google Highly Open Participation Contest, deux concours cherchant à promouvoir le développement de logiciels libres. Lors de la sortie de Drupal 7, elle est nommée co-éditrice du logiciel.
Elle travaille à plein temps pour Lullabot jusqu'en 2011. Une partie de son travail pour Lullabot lui permet également de travailler sur des développements et des initiatives de Drupal. En 2011, elle quitte donc Lullabot pour aller travailler chez Acquia, une société de logiciels qui fournit comme Lullabot des produits, des services et une assistance pour Drupal. Elle est directrice du développement communautaire. C'est en avril 2011 qu'elle devient la première femme à figurer sur la couverture du Linux Journal,. Au fil des années de travail avec Drupal, elle est considérée comme le visage de Drupal.
En 2022, elle quitte Acquia pour aller chez MongoDB, en tant que community manager.

## Engagement en faveur de la diversité
Byron s'est impliquée pour promouvoir les femmes dans le domaine de l'open source,. Elle est nommée l'une des contributrices les plus estimées et appréciée du mouvement open source. Elle institue une règle afin que la documentation de Drupal et le code lui même, soient rédigés avec des pronoms non-genrés. Elle crée un code de conduite afin que les interactions entre les personnes qui utilisent drupal soient contrôlées. Elle cherche à lutter contre les interactions déplacées qu'il peut y avoir envers les femmes. Elle contribue à mettre en place « The Community working group », un groupe qui permet la résolution de conflit entre deux personnes et qui est disponible pour que les utilisateurs puissent les contacter s'ils font face à un conflit impossible à résoudre. Enfin, ce groupe permet aux contributeurs de reporter des cas de harcèlement. Elle met en place des règles que les patchs de Drupal doivent respecter afin d'être utilisé. Ces règles sont : que le projet doit être conforme au WCAG 2.0 et à l'ATAG 2.0, que la structure HTML soit conforme au WCAG 2.0, que la couleur du texte ait assez de contraste, que la forme du domaine soit labellisé et que le langage java soit utilisable avec un clavier. Elle tient aussi un blog webchik.net qui parle de son travail dans l'open source.
Byron gère aussi un groupe Drupalchix qui permet aux femmes de la communauté Drupal d'avoir un lieu de bienveillance où elles peuvent poser leurs questions, parler de leurs expériences et échanger pour savoir comment faire pour attirer plus de femmes sur ce projet.
Elle contribue à créer une des communautés les plus accueillantes en open source qui existe à ce jour,.

## Prix et distinctions
Elle gagne en 2008 le Google-O'Reilly Open Source Award qui récompense les particuliers pour leur implication dans l'open source.
Elle reçoit en 2022 l'Aaron Winborn Award ; ce prix consacre les membres de la communauté Drupal qui ont fait preuve de bienveillance au sein de la communauté, qui se sont engagés en sa faveur, et l'ont servie avec intégrité.

## Publication
- Angela Byron, Using Drupal, O'Reilly, 2009 (ISBN 978-0-596-51580-5, OCLC 233931612)

- Addison Berry, Nathan Haug et Hervé Soulard, Composez avec les modules de Drupal, Pearson Education, impr. 2009 (ISBN 978-2-7440-2364-4, OCLC 495240300)
- Byron, Berry, De Bondt, Hu et Chen, Using Drupal, Zhong guo dian li chu ban she, 2014 (ISBN 978-7-5123-4835-6, OCLC 907396080)
- Angela Byron, Addison Berry et Bruno De Bondt, Drupal 7, Anaya Multimedia, 2013 (d.l.2012) (ISBN 978-84-415-3222-9, OCLC 861665353)